# Banteay Srei
Banteay Srei är ett distrikt i Kambodja.   Det ligger i provinsen Siem Reap, i den centrala delen av landet, 240 km norr om huvudstaden Phnom Penh.